# Almir (football, 1973)
Pour le footballeur né en 1969, voir Almir (football, 1969).
Pour les articles homonymes, voir Almir et Almir (prénom).
Almir Morais Andrade, plus communément appelé Almir, est un footballeur brésilien né le 11 mai 1973. Il évoluait au poste de milieu de terrain.